# Han Peng
Han Peng (förenklad kinesiska: 韩鹏; traditionell kinesiska: 韓鵬; pinyin: Hán Péng; född den 13 september 1983 i Jinan, Shandong) är en kinesisk professionell fotbollsspelare. Under hela sin karriär har han spelat i den kinesiska klubben Shandong Luneng i Chinese Super League.

## Klubbkarriär
Han Peng var länge en lovande talang i Shandong Lunengs ungdomslag. Den 10 mars 2002 gjorde han sin seniordebut i en ligamatch mot Sichuan Guancheng. Kort därefter, den 23 mars gjorde han sitt debutmål för laget i en match mot Chongqing Lifan. Han etablerade sig gradvis som startspelare för laget, men det var inte förrän säsongen 2005 när han spelade tillsammans med Li Jinyu som han på riktigt etablerade sig, den säsongen gjorde han sju mål.  Säsongen därpå följde han upp det genom att göra tio mål och hjälpte klubben att vinna ligatiteln och Chinese FA Cup. Säsongen 2007 gjorde han 13 mål, klubben kunde dock inte försvara några av sina två titlar. Säsongen 2008 blev en besvikelse för Han Peng, han var skadad under i princip hela säsongen men kunde spela några matcher och hjälpte laget att återigen bli kinesiska ligamästare. Säsongen 2012 fick Han Peng sitta på bänken under stora delar av säsongen.

## Landslagskarriär
Han Peng gjorde sin debutmatch för det kinesiska landslaget i en träningsmatch mot Schweiz, matchen slutade i förlust för Kina med 4–1. Trots resultatet etablerade sig Peng snabbt i laget och blev en del av truppen som kvalade in till Asiatiska mästerskapet 2007 och gjorde sitt debutmål i kvalet mot Irak den 15 november 2006, matchen slutade 1–1. Under mästerskapet spelade Peng som ensam anfallare, hans tidigare anfallskollega i både klubblaget och landslaget, Li Jinyu var inte ens uttagen till truppen. Peng gjorde två mål i mästerskapet och kunde inte hjälpa Kina till en ny mästartitel, man blev istället utslagna redan i gruppspelet. Efter mästerskapet blev Vladimir Petrović ny förbundskapten för Kina inför kvalspelet till världsmästerskapet 2010. Han Peng lyckades inte göra några mål i kvalspelet och Kina misslyckades med att kvala till världsmästerskapet 2010.

### Landslagsmål
| Nr | Datum            | Arena                  | Motståndare | Mål | Typ av match                          |
| -- | ---------------- | ---------------------- | ----------- | --- | ------------------------------------- |
| 1  | 15 november 2006 | Changsha, Kina         | Irak        | 1-1 | Kval till Asiatiska mästerskapet 2007 |
| 2  | 7 februari 2007  | Suzhou, Kina           | Kazakstan   | 2-1 | Träningsmatch                         |
| 3  | 27 mars 2007     | Macau, Kina            | Uzbekistan  | 3-1 | Träningsmatch                         |
| 4  | 27 mars 2007     | Macau, Kina            | Uzbekistan  | 3-1 | Träningsmatch                         |
| 5  | 10 juli 2007     | Kuala Lumpur, Malaysia | Malaysia    | 5-1 | Asiatiska mästerskapet 2007           |
| 6  | 10 juli 2007     | Kuala Lumpur, Malaysia | Malaysia    | 5-1 | Asiatiska mästerskapet 2007           |
| 7  | 15 mars 2008     | Kunming, Kina          | Thailand    | 3-3 | Träningsmatch                         |
| 8  | 25 juli 2009     | Tianjin, Kina          | Kirgizistan | 3-0 | Träningsmatch                         |
| 9  | 8 november 2009  | Kuwait City, Kuwait    | Kuwait      | 2-2 | Träningsmatch                         |
| 10 | 8 november 2009  | Yiwu, Kina             | Jordanien   | 2-2 | Träningsmatch                         |